# Трещёткино
Трещёткино — деревня в Колосовском районе Омской области. Входит в состав Колосовского сельского поселения.

## История
Основана в 1725 году. В 1928 году состояла из 44 хозяйств, основное население — русские. В административном отношении находилась в составе Нижне-Колосовского сельсовета Нижне-Колосовского района Тарского округа Сибирского края.

## Население
| 1926 | 2010 |
| ---- | ---- |
| 213  | ↘83  |

## Улицы
В деревне имеется одна улица — Набережная.